# 凝望
《凝望》是香港歌手陳百強的第十張粵語大碟，亦是他加盟DMI唱片後的首張專輯、同時也是DMI唱片公司創業後發行的首張專輯。收錄了一首描述遠遠偷望著暗戀對象的名曲《凝望》，改編自Whitney Houston名曲的自我救贖勵志曲《至愛》，溫暖的小品式情歌《迷失中有著你》，訴說著一顆痴心的深情曲《愛沒有不對》等。 此唱片採用雙封套設計，於1986年9月12日推出，

## 製作背景

### DMI的成立
1986.08.01，著名高級鐘錶珠寶及名牌服裝代理商潘迪生旗下的廸生娛樂影業有限公司(Dickson Pictures And Entertainment Ltd)與EMI唱片合組DMI (Dickson Music Industries Ltd)唱片公司，廸生娛樂佔60%股份，EMI佔40%，EMI團隊負責唱片製作及發行。當時的EMI香港區董事總經理為馮添枝Ricky Fung，他剛於1985年由寶麗金香港區總經理的位置過檔至EMI，他帶來了前寶麗金的資深監製楊雲驃Albert Young(細AL)及前星島全音/華星混音師王醒陶James Wong加強製作部，同時也簽下了前寶麗金及康藝成音唱片的宣傳策劃高層葉鏡球Allan Ip加強宣傳部。
DMI與新藝寶唱片稍為不同，1985年成立的新藝寶由寶麗金唱片與新藝城影業合資，而DMI並非與德寶電影公司合資（德寶的投資人為潘迪生、洪金寶及岑建勳），而是直接由廸生娛樂與EMI投資。
潘迪生的父親潘錦溪與陳百強的父親陳鵬飛是世交，四十年代潘錦溪曾與陳鵬飛於中環合資創立小型表店黃湛記，擴充後易名為藝林表行，後來陳鵬飛離開藝林獨立發展，並於中環創立了金寶表行。潘錦溪後於中環創立金輪表行，他亦是勞力士手錶的代理商，兩人素有交集。此外，潘迪生的舅舅，「鍾表大王」孫秉樞與陳鵬飛的關係也極好。
加盟DMI前陳百強曾一度接近加盟CBS/Sony唱片公司，據聞CBS/Sony更為此特意創立了新品牌Epic唱片。此外，寶麗金和華星亦曾接觸過陳百強。
陳百強是DMI的首個簽約歌手。陳百強在DMI還未正式宣布成立前，已跟EMI團隊開始製作《凝望》專輯。

### 唱片製作
王醒陶在2018年的Sooradio「偏偏喜歡陳百強」節目中如此描述他與陳百強的相識：「Danny其實是我（學習）電子琴的師兄，我們是同一個電子琴老師的，我晚他好幾屆，不過我沒跟他說過這個秘密。他真的是一個很出色的鍵琴手，他的音樂感非常好，他唱歌時在捕抓感情方面很快就能抓到歌曲的神髓。。。有一天，公司老闆說『你來錄音室吧，我介紹一個歌手給你認識，你要替他做（唱片）』。我一進去，見到陳百強，心想『不是吧！？』，那時的我剛剛起步，不算是個資深的監製，去替一個這麽資深的歌手監製其實是有一些壓力的，那時的感覺是又驚又喜的。我倆之間就像是一個簽了約的歌手和公司裏面的監製的關係，（他）沒有說『你有沒有經驗啊？』，也沒有不信任的感覺，大家見面時就會聊一下，音樂人之間的交談。他並沒有給人一種大歌星很大牌很難搞的感覺，他很nice，大家的溝通都很好。」
《Greateat Love of All》和中文版《至愛》一曲對陳百強來說可謂舉足輕重，此曲使陳百強從消沉苦悶中重拾信心，建立起精神的支柱，於他有特別的意義，后來陳百強幾經游說DMI才答應讓他改編此曲。他曾如此說道：「我全靠《Greatest Love of All》這首歌令自己清醒過來，可以說是有感而唱，再不是唱情歌，而是如何去尅服自己去爭回信心，無論成功與失敗，無人可以剝奪我的尊嚴，我就是我自己，我要自我挑戰力求不斷進步。」
鄭國江後來透露他填好《至愛》歌詞後，不知放什麼歌名，所以交上去的時候歌名欄是空的，《至愛》此曲名是由陳百強所起。
灌錄此曲時陳百強特地將好友Winnie Yuen（阮慧珊）帶入了EMI錄音室，還在過程中叫了她多次Whitney。
王醒陶在2018年的Sooradio「偏偏喜歡陳百強」節目中透露了一些《至爱》的錄音故事：「這張碟裏面的《至愛》我覺得很好聽，是我第一次跟Danny合作時大家都真情流露的，鄭國江老師（的歌詞）意譯得非常傳神。那是我真正替他監製和聽他唱的第一首歌，錄完後當我按下完成按鍵的那一刻，他的眼淚就嘩嘩的湧了出來。那首歌是講述跟家人的關係的，從他當時的表現來看，他是很珍惜家人的。過後我就跟他聊了一下，談了一些他感情上的事，以及跟家人的關係，多瞭解了一些他的內心世界，這首歌給我的印象很深刻。」
日後陳百強也經常在各類演出場合中高唱此曲，因為這首歌在他無望時給予他力量，所以他希望傳達這首歌，希望讓處在低谷的人像曾經的他一樣獲得力量。這是對一首歌的心懷感激，也是要給予迷茫的人鼓舞。
陳百強曾如此形容創作《凝望》時的情景：「《凝望》是我在日本的一間音樂店里面試琴，彈著彈著就有靈感出來了，然後我就記下來。回來以後在鋼琴上彈出來，看看可不可以再觸摸回那些音符，於是我就創作了《凝望》這首歌。其實我當時想的是，我在看著一個人，而那個人卻不知道我望著她，望了她很久。這個感受就是，我一直在心目中幻想著的一個女生，是我自己等待很久的，凝望著她而她卻不知道我在暗暗地看著她。」
陳百強的經理人陳家瑛後來曾如此描述《凝望》背後的故事：「他（陳百強）試過喜歡一個女孩，意大利妹，在蘭桂坊做侍應，他每晚都坐在那等，但又害羞，不懂得約人上街，后來發現酒保是那個女孩的男朋友，他說自己失戀，好難過，跑去買了一部車（奔驰500SL）讓自己開心，給那輛車起了那個女孩的名字（Christine）。他有首歌叫《凝望》，發現女孩有男朋友后，好失落，他寫了這首歌。」
《凝望》的Backing Tracks音樂是在日本完成的。此曲早於1986年5月已由EMI交到鄭國江的手上開始填詞。
《凝望》MV中的女主角是黎迪文Christine，當時是亞視超級模特兒候選者。
陳百強的一位朋友將芭芭拉·史翠珊在1985.11發行的《The Broadway Album》唱片送給他，陳百強很喜歡當中的《Somewhere》一曲幷將之改編成《散·聚》，為了唱好此曲的高音部分，他用了一個月練歌。
《愛沒有不對》作詞者唐書琛後來透露她與陳百強是在录音室的沙發上見面的，陳百強拿出一張女子的照片幷傳達了想要的歌詞概念，填好的歌詞在最後的部分增加了一段英語訴說，因為照片中的女子看不懂中文。
《凝望》唱片是DMI的創業碟，為此DMI特意推出3800張「創業紀念版」黑膠唱片，這些唱片的內圈貼紙上印有獨有的編號，並有陳百強的親筆簽名，這些唱片被混入普通版唱片當中同步發行。
在CD版中，還特別增加了一首英文歌《Greatest Love of All》。

## 迴響
《凝望》是一首散發著夢幻般浪漫氣息的抒情經典，其旋律宛如暗戀者心中的悸動，柔美而富有感染力。歌詞生動地刻畫了暗戀者在人海中默默注視著心儀之人，卻始終躊躇不前的畫面，細膩地捕捉了暗戀中患得患失、喜悅與憂傷交織的復雜情感。
《至愛》及《凝望》分別入選無線「十大勁歌金曲第三季季選」及「第四季季選」。
《凝望》亦同時獲得港台「中文歌曲龍虎榜」冠軍，並於年末獲得港台「十大中文金曲」。
林家謙在2021年的商台「有聽歌就有樂壇」節目中透露了他對《凝望》的欣賞：「我覺得《凝望》是最能代表他的，也是最吸引到我的。聽的時候會覺得是一個很立體的人在講述著自己的心聲，表達著他自己的情緒。」
在1986年，陳百強推出了兩張個人大碟，華納和EMI則為他推出了一張EP和三張精選，合共六張唱片，成為香港樂壇史上的一項記錄。

## 衍伸
1998年，電影《烈火青春》採用了《愛沒有不對》（梁漢文翻唱）作為主題曲。

## 曲目
| 曲序     | 曲目                 |             | 作曲                           | 编曲            | 备注 | 时长  |
| -------- | -------------------- | ----------- | ------------------------------ | --------------- | --- | ----- |
| 1.       | 凝望                 | 鄭國江      | 陳百強                         | Chris Babida    | 第四主打(約於9月派台) | 3:52  |
| 2.       | 超越時空             | 盧永強      | 林美津雄                       | 林美津雄        | 第五主打 全新原創 林美津雄又名Mitsuo Hayashi | 4:53  |
| 3.       | 迷失中有著你         | 林敏驄      | 馮添枝                         | Joey Villanueva | 第二主打(約於8月派台，電台持續此曲播放3個月) 馮添枝又名歷風、Ricky Fung。 | 3:45  |
| 4.       | 我愛上課             | 潘偉源      | Wally Badarou Mark King        | 林美津雄        | 改編自Level 42的《Lessons in Love》 | 5:32  |
| 5.       | 沒法可續緣           | 鄭國江      | Paul Williams Roger Nichols    | Chris Babida    | 改編自Art Garfunkel的《Travelling Boy》 原始原唱者为Punch的《Travelin' Boy》 | 3:36  |
| 6.       | 至愛                 | 鄭國江      | Michael Masser                 | 林美津雄        | 第一主打（約於7月初派台） 改編自Whitney Houston的《Greatest Love Of All》 原始原唱者為George Benson，是拳王阿里傳記電影《The Greatest》的主題曲。                               | 5:03  |
| 7.       | 心愿                 | 陳嘉國      | George Merrill Shannon Rubicam | 王醒陶          | 第三主打 改編自Whitney Houston的《How Will I Know》 據聞陳嘉國是一名醫生 | 4:19  |
| 8.       | 愛沒有不對           | 唐書琛      | 盧冠廷                         | Chris Babida    | | 4:41  |
| 9.       | 您令我心醉           | 向雪懷      | 林慕德                         | 林慕德          | | 4:13  |
| 10.      | 散·聚                | 唐書琛      | Leonard Bernstein              | 袁卓繁          | 改編自Barbra Streisand的《Somewhere》 原始原唱者為Reri Grist，是百老汇音乐剧《West Side Story》(西區故事/西城故事)中的一部分。                                                  | 4:08  |
| 11.      | Greatest Love Of All | Linda Creed | Michael Masser                 | 林美津雄        | 只收錄於CD當中 原唱者為Whitney Houston 原始原唱者為George Benson 是此碟第一首派台播放的歌曲（約於6月末拍台） 此曲對陳百強的影響極深，給低谷與迷茫當中的他帶來信心、力量與鼓舞。 | 5:03  |
| 总时长： | 总时长：             | 总时长：    | 总时长：                       | 总时长：        | 总时长： | 49:05 |

## 製作人員
- 監制：楊雲驃、王醒陶
- 錄音室：EMI Studio等
- 發型：Gary Lam (Silkcut)
- 攝影：陳華熙Justin Chan
- 拍攝地點：堅尼地道御花園Regent On The Park陳百強家中浴室

## 派台成績
| 歌曲         | 港台 中文歌曲龍虎榜 | 無線 勁歌金榜 |
| ------------ | ------------------- | ------------- |
| 至愛         | -                   | 1(2周)▲       |
| 迷失中有著你 | 3                   | -             |
| 凝望         | 1★                  | 2             |
| 超越時空     | -                   | 2             |

▲1986年第41＆42周 (1986.10.11 & 1986.10.18)。

★1986年第39周 (1986.09.27)

## 獎項
- 1986年度十大中文金曲頒獎典禮

- 「十大中文金曲」：《凝望》

- 1986年度十大勁歌金曲頒獎典禮

- 「十大勁歌金曲第三季季選」：《至愛》
- 「十大勁歌金曲第四季季選」：《凝望》

- 1986年度中文歌曲擂台獎頒獎禮

- 「中文歌曲擂台獎大碟獎」：《凝望》專輯

- 1988年第十屆香港金唱片頒獎典禮

- 「白金唱片」：《凝望》专辑